# 出発!ローカル線 聞きこみ発見旅
『出発!ローカル線 聞きこみ発見旅』（しゅっぱつ ローカルせん ききこみはっけんたび）はBSテレ東（2018年9月まではBSジャパン）で2016年4月4日より毎週月曜日の18:55 - 20:55(JST)に放送されている旅番組である。レギュラー放送は2019年9月30日をもって終了した。

## 概要
- 2014年3月から2年間放送された旅番組『聞きこみ!ローカル線 気まぐれ下車の旅』のリニューアル版。毎週有名人ゲスト1組が旅人となり、全国各地のローカル線の始発駅から電車に乗り、1泊2日（3時間スペシャルの場合は2泊3日）で終着駅を目指す。
- 途中下車した駅近辺で出会った人から駅周辺のおすすめスポット（宿泊施設も含む）を教えてもらい、その場所を取材する（交渉も原則旅人が行う）。2日間（3時間スペシャルの場合は3日間）で、計10ヶ所以上のスポットにて取材に成功すればノルマ達成となるが、聞き込みしたスポットしかカウントされない。また、お店や観光施設等の場合、定休日や取材NGの時は、カウントされない。
- 基本的に地上波でのレギュラー放送はないが、扱った地域の放送局では単発放送として放送されることもある。またテレビ東京（関東ローカル）では平日昼帯の映画・単発特番枠「午後エンタ」にて不定期放送されている（レギュラー放送終了後も継続されている）。
- 2019年4月8日から放送時間が25分前倒し拡大され、18:30 - 20:55での放送となり、この編成はレギュラー版最終回まで続けられた。

### 前番組との違い
- 前番組の『聞きこみ!ローカル線 気まぐれ下車の旅』では旅の途中で下車する駅を決めていたが、本番組では事前に計画を立て、その計画をした駅に降り、かつその計画した時刻の列車に乗車するという「時間厳守ルール」に変更されている。
- 計画した時刻の列車に間に合わなかった場合、ペナルティーという形で名所登録の目標ヶ所数が1つ追加される。（例・10ヶ所なら→11ヶ所に）
- ただし、2016年10月10日の第25回放送以降、上記2ルールは撤廃され、前番組と同じ「制限時間内に聞き込みだけで10個の名所登録を目指す」ルールになった。
- 旅人は、男女一人ずつの組み合わせであったが、同性同士のコンビも出ている。